# Henrich Wolff
Henrich Wilhelm Wolff, född omkring 1721, död 25 januari 1786 i Schleswig, Tyskland, var en tysk keramiker.
Han var gift med Mette Marie Lavesdatter Lenen. De första uppgifterna om Wolff är från 1726 då han var anställd vid fajansfabriken på St. Kongensgade i Köpenhamn där han blev fabrikschef 1749. Från början av 1750-talet till 1754 var han även ledare för verksamheten vid den kungliga fabriken i Blaataarn. Han övergick därefter till Jacob Fortlings fabrik i Kastrup med extra uppgift att övervaka fajansugnarna på Christiansborg. Han blev teknisk ledare för Hofnagels fabrik på Østerbro 1766 och när fabriken upphörde med sin verksamhet 1769 flyttade han över till Pålsjö fajanstillverkning utanför Helsingborg där han var verksam fram till 1774. Han var verksam som fajanstillverkare i Köpenhamn 1778 men flyttade 1779 till Schleswig där han etablerade sig som modellör. Av bevarade arbeten från fabrikerna i Blaataarn och Kastrup kan man sluta sig till att han var en mycket skicklig yrkesman. Wolff finns representerad med keramikföremål i ett flertal danska museum.